# ヤーリマクイーン
『ヤーリマクイーン』は、2000年6月25日にAIC（現在の著作権保有はAICライツ）GREEN BUNNY(現在はハピネット)から発売されたアダルトアニメ。全1話で、約30分。
最初からVHSやDVDで視聴することを前提として制作したわけではなく、元はAICがマイアミソフト名義で開発して1996年9月13日に発売したアニメーションアダルトゲームシリーズ「D-MOTION」の第1弾『変身リング 1』の素材を流用し、ほぼ別物として再構築したアダルトアニメである。
その為、設定資料段階ではリマの名前がフィズとなっていたり、絵コンテ画にゲーム画面が貼り込まれていたりした。また、作品タイトルもゲーム版の世界観を意識してか、もしくは犬の鳴き声を連想してか、当初『ヤリマ・クーン』と仮称設定されていた。

## ストーリー
勇者の力を受け継ぐ魔法使いクーリーと女戦士リマは、道中で修道女サワーを悪漢達の手から救い出す。サワーは助けたお礼として、二人を宿屋に連れ込み性的な施しを始める。しかし、それは淫魔ヤルダズィーク大魔王復活を目論むフロストバイトの策略であり、2人はアマビーレによって"淫乱空間"へ引きずり込まれてしまう。そんな窮地の中、彼女達が身に着けていたリングが輝き『伝説の戦士』へと変身し、壮絶な戦いが始まる。

## 登場人物
クーリー
本作の主人公である青いポニーテール髪の魔法使いで氷のリング所有者。淫乱空間では今まで秘密にしていた淫乱体質が暴かれる。巨根を持つ複数の魔物達に輪され続け絶頂を迎えそうになるが、サワーが作った隙を突いて魔物を魔法で氷漬けにする。戦闘は槍を長杖の様に扱い氷属性魔法を駆使する。
リマ
本作のヒロインである赤い長髪の女戦士で炎のリング所有者。性に対して開放的な性格で種族を問わず誰とでも交わる。淫乱空間では無数の触手を持つ魔物に全ての穴と言う穴を犯され続け、一時は快楽に身を委ねてしまうが、クーリー達の助力を得て魔物の巨根を一刀両断に去勢する。変身後は炎属性が付与された西洋剣を両手で握りしめて戦う。
サワー
緑色の髪を持ち眼鏡を掛けている修道女の少女で、生粋の同性愛者。街で暴漢達に襲われている処を主人公達に助けられ、彼女らを慕う様になる。修道院の尼達に同性愛技術を仕込まれ「いかせ殺しのサワー」の異名を持ち、アマビーレの策略にも利用される。
道中で風のリングを授かり、淫乱空間では主人公達の窮地を救おうとするが、変身も戦闘も不慣れ故にあまり役には立たない。変身後は眼鏡不要となり、体格が成長するのは変身モノのお約束。
アマビーレ
鞭を振るい魔物達を従えている魔族の女性。劇中では紫色の髪をおさげに結い、グルグル眼鏡を掛けて変装し、人間界に溶け込んだりもする。フロストバイトの命を受けヤルダズィーク大魔王復活を目指しており、その障害となる聖なるリングの奪取を画策するが、可愛い女性達と楽しむ事を優先してしまい失態を犯す。
フロストバイト
現魔王城における玉座の主。嘗て聖なるリングを宿した5人の勇者によって封印された、ヤルダズィーク大魔王復活を目論む謎の存在。野望達成の為にアマビーレを呼び寄せ、聖なるリングの奪取を命じる。
魔物達
通常時は複数の愛らしい仔犬姿をしており、この時点でもバター犬としての高い技術を有する。淫乱空間においては人型の男性達に変身し、バリエーション豊かに主人公達を快楽へ導く。
聖なるリングの守護者達
オナルスキー、サドリスキー、デカパイズリスキー、アナルスキー等、10人以上に及ぶ眼帯ショートタイツ姿の髭筋肉兄弟で構成されるが、モデルとなったであろうプロレスラーと異なり、とても弱い。

## スタッフ
- プロデューサー：井上博明
- 監督：青木武
- 脚本：谷里満
- 演出・絵コンテ：鮎田善史（Aパート）、あおきえい(Bパート)[4]
- キャラクターデザイン：安彦守
- 作画監督：大和田ナヲユキ
- 音楽：大熊謙一
- 音響・音楽製作：ツーファイブ
- 制作：AIC
- 製作：AIC、GREEN BUNNY

## パッケージ
- 『ヤーリマクイーン』 2000年6月25日発売 VHS:GBVH-1030/DVD:GBBH-1030
- 『SEX DEMON QUEEN』Kitty Mediaより2002年9月25日発売 DVD(Region 1 - 北米版):SKU:KV-DVD-0221/UPC:631595022162